# Iñigo Arteaga Nieto
Iñigo Arteaga Nieto (Añorga, Sant Sebastià, 16 de desembre de 1972) és un exfutbolista basc, que ocupava la posició de porter.

## Trajectòria
Format al planter de la Reial Societat, hi militaria al filial donostiarra entre 1991 i 1995, sent el titular a les darreres campanyes. La temporada 95/96 puja al primer equip, però queda com a tercer porter per darrere d'Alberto i Olabe i no arriba a debutar a primera divisió.
En busca d'oportunitats, marxa al Racing de Ferrol, que llavors jugava a la Segona Divisió B. Amb els gallecs hi roman dues campanyes, en les quals va marcar un gol de porteria a porteria, davant del Moralo extremeny. L'estiu de 1998 marxa al Chaves, de la Segona Divisió portuguesa.
Retorna a la competició espanyola l'any 2000, per militar al Burgos CF. Amb els castellans assoleix la titularitat i pugen a la Segona Divisió, on tan sols hi disputa cinc partits, que suposen el seu debut a la categoria d'argent.
Finalment, el 2002 retorna al País Basc per militar al Real Unión de Irun, club al qual es retirarà el 2005. Després de penjar les botes, continua a l'equip irundarra com a entrenador de porters. El 2008 és fitxat pel Cadis CF per realitzar aquesta mateixa tasca al conjunt 
andalús.